# Iron Man (píseň)
Iron Man je jeden z prvních typicky heavy metalových hitů skupiny Black Sabbath. Skladba poprvé vyšla na jejich druhém studiovém albu Paranoid z roku 1970, později se stala součástí jejich tzv. Greatest Hits kompilací i tzv. živáků. Coververze skladby "Iron Man" nahrálo více kapel a tato skladba se s oblibou využívá jako znělka sportovních utkání, televizních show a filmů.

## Charakteristika skladby
Tento skoro šestiminutový, energií nabitý song začíná duněním bicích, které, spolu s prvními akordy hučící Iommiho kytary po chraplavě zmutovaném hlase, který posluchačovi oznámí "I am Iron Man". Ocelový charakter skladby je zachovaný během celé její délky metalově laděnými kytarovými variacemi, které jsou spojeny kombinací basových a rytmických částí a zmutovaného Ozzyho křiklavého zpěvu.
Smysl textu skladby a její příběh je extrémně prostoduchý, skladba je spíš kombinací efektu sladění atmosféry hudební kompozice se zpěvem. Tvorba skupiny Black Sabbath měla mezi tehdejší mládeží svou cílovou skupinu a zároveň chtěla být protikladem poselstev jaké byly například v písních Boba Dylana, či příběhu ve skladbě "Smoke on the Water" hard rockových Deep Purple. V každém případě bylo zajímavé, že (hlavně vzhledem ke své délce) oproti nízké hranosti v rádiích měla tato skladba dostatečný úspěch a popularitu u publika.

## Dosažené úspěchy
- V roce 1972 byla skladba "Iron Man" na 52. místě hudebních žebříčku.
- V programu 40 Best Metal Songs stanice VH1 získala první místo jako nejlepší (nejvlivnější) metalová píseň všech dob.[1]
- Skladba "Iron Man" získala 310. pozici v anketě časopisu Rolling Stone 500 nejlepších písní všech dob.
- Roku 2000, 30 let po jejím prvním vydání, skladba získala cenu Grammy za nejlepší metalovou kompozici.[2]